# Icius striatus
Icius striatus är en spindelart som först beskrevs av Carl Alexander Clerck 1757.  Icius striatus ingår i släktet Icius och familjen hoppspindlar. Inga underarter finns listade i Catalogue of Life.